# یواس‌اس الودرا (ای‌اف-۵۵)
یواس‌اس الودرا (ای‌اف-۵۵) (به انگلیسی: USS Aludra (AF-55)) یک کشتی بود که طول آن ۴۵۹ فوت ۲ اینچ (۱۳۹٫۹۵ متر) بود. این کشتی در سال ۱۹۴۴ ساخته شد.